# Riera de Vallcarca
La riera de Vallcarca era un curs d'aigua al barri de Vallcarca i els Penitents, de Barcelona, que començava al coll de Penitents i acabava a la plaça de Lesseps, seguint el curs de l'actual avinguda de Vallcarca.
Recollia les aigües del torrent de Penitents, que s'iniciava a Sant Genís dels Agudells, baixava per l'avinguda de Vallcarca, recollint per l'esquerra les aigües del torrent o riera d'Andalà, i per la dreta les del torrent de can Gomis (que també s'anomenava riera Fragadell, torrent de la Font del Roure, de Penitents o torrent de Llacsalí o Jacsalí), que coincideix amb l'actual carrer d'Esteve Tarradas. Poc més avall creuava el viaducte de Vallcarca, després per l'esquerra se li unien les aigües del torrent del Remei, o torrent de la Farigola, amb origen al turó del Coll i el del Carmel.
En arribar a la plaça de Lesseps, el curs d'aigua seguia antigament per la riera de Cassoles, actual avinguda homònima, fins a la Creu Trencada, a la part alta de l'actual plaça de Gal·la Placícia, on s'ajuntava amb la riera de Sant Gervasi. L'aiguabarreig d'aquestes dues rieres formava la riera d'en Malla, fins a la Rambla, desembocant al mar a l'actual plaça del Portal de la Pau. Al segle xiv, amb la construcció de la muralla que tancava el Raval, la riera d'en Malla es va desviar cap el fossat, i al segle xix, quan es van enderrocar les muralles, va ser desviada definitivament cap al Bogatell per a fer-la desembocar cap a la platja del Poblenou.
Tanmateix, sembla que en època de l'alt imperi romà, la riera de Vallcarca es va desviar a l'alçada de la plaça de Lesseps cap al torrent de l'Olla, a causa del camí romà que hi havia, que amb el temps s'anà convertint en torrent, i desembocava al mar per la riera de Sant Joan per algun punt proper a Santa Maria del Mar.